# Грунін Тимофій Іванович
Гру́нін Тимофій Іванович (8(20) січня 1898, с. Мокшан, нині Пензенська область, Росія — 19 серпня 1970, Москва) — мовознавець. Кандидат філологічних наук (1944).

## Біографія
Закінчив Московський інститут сходознавства (1927). Учень А. Кримського. Працював викладачем курсів сходознавства (1927—1930) при Всеукраїнській науковій асоціації сходознавства, одночасно вів науково-дослідну роботу як дійсний член цієї Асоціації. Від 1931 — науковий співробітник кафедри арабсько-іранської і тюркменської філології ВУАН, після ліквідації якої (1934) працював в Українському НДІ Близького Сходу (1934—1936), за сумісництвом — завідувач відділу народів СРСР і Сходу Бібліотеки ВУАН. На запрошення Комітету нового алфавіту Туркменської РСР працював у НДІ мови і літератури (Ашґабат, 1936—1938), науковим співробітником Інституту мови та писемності АН СРСР (від 1938). Наприкінці 1930-х рр. заарештований, після звільнення викладав у Військовій академії та Військовому інституті іноземних мов (Москва, 1940—1958); водночас — у Московському університеті та інституті сходознавства (1941—1945), на курсах іноземних мов Наркому зовнішньої торгівлі СРСР (1942—1948). Транскрибував, переклав, підготував передмову та коментарі до видання «Документы на половецком языке XVI в.: Судебные акты Каменец-Подольской армянской общины» (Москва, 1967).

## Праці
- Турецька мова: Елементарна граматика та новий алфавіт. Х.; К., 1930;
- Половецкоязычные документы Киевского центрального архива древних актов. Москва, 1944;
- Учебное пособие по турецкому языку. Москва, 1949 (співавт.);
- Имя прилагательное в тюркских языках: На мат. турец. языка // ВЯ. 1955. № 4.